# Alaudala cheleensis seebohmi
Alaudala cheleensis seebohmi is een ondersoort van de mongoolse kortteenleeuwerik uit de familie van de leeuweriken. 

## Verspreiding en leefgebied
De soort komt voor in noordwestelijk China.